# Adam Sigmund Philipp Semler
Adam Sigmund Philipp Semler (* 1. Mai 1754 in Halle; † 5. August 1809 in Magdeburg) war ein deutscher Jurist.

## Leben
Adam Sigmund Philipp Semler war der Sohn des Professors der Theologie Johann Salomon Semler in Halle. Im Alter von 15 Jahren ging er zum Studium der Rechte für vier Jahre an die Universität Halle und von dort dann nach Göttingen. 1776 bestand er an der Universität Leipzig seine Prüfung, konnte aber wegen schwächlicher Gesundheit kein Lehramt antreten.
Von 1777 bis 1784 war er Referendar bei der Regierung in Magdeburg, wurde dann Regierungs-Assessor und schließlich 1789 königlich preußischer Regierungsrat.